# Omocerus doeberli
Omocerus doeberli es una especie de insecto coleóptero de la familia Chrysomelidae.
Fue descrita científicamente en 1995 por Dabrowska & Borowiec.